# Josef Gold
Joseph Gold, né le 2 février 1840 à Bruck an der Großglocknerstraße et mort le 15 mai 1922 à Salzbourg, est un peintre autrichien, actif à la fin de la période Biedermeier et de l'Historicisme. Il est le grand-père du peintre Rudolf Szyszkowitz.

## Biographie

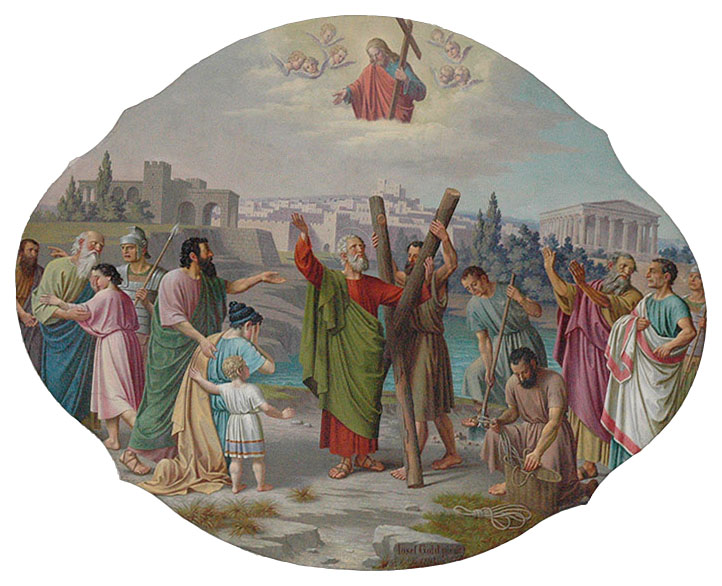
Crucifixion de saint André. Plafond de l'église paroissiale de Kitzbühel, 1897

Josef Gold étudie en 1861-1862 auprès de Moritz von Schwind à l'Académie des beaux-arts de Munich. Il travaille d'abord à Sankt Johann im Pongau, puis à partir de 1870 à Salzbourg. Il a peint presque exclusivement des tableaux religieux. Gold est, avec Sebastian Belle et Joseph Rattensperger, un représentant majeur du mouvement des peintres Nazaréens à Salzbourg. Les Nazaréens voulaient dépeindre la simplicité et la vraie sentimentalité ; cependant, leurs œuvres ont parfois manqué d'originalité en raison de répétitions fréquentes des thèmes et de stéréotypes, ainsi que d'une douceur kitsch dans l'art de peindre.

## Œuvres
Josef Gold a laissé des peintures à fresque dans les édifices religieux de 40 localités de la province de Salzbourg. Parmi les plus notables :  
- plafond de la nef de l'église de pèlerinage de Dürrnberg
- fresques de l'église paroissiale d'Anif[2]
- retable de l'autel de l'Altersheimkirche à Salzbourg, dans le quartier de Nonntal
- maître-autel de l'église de Gois

Il a également travaillé en dehors de Salzbourg : il peint en 1893-1894 le plafond et les stations de la Croix dans l'église paroissiale de Ried im Innkreis, ou le plafond de l'église paroissiale de Kitzbühel au Tyrol.
Il a peint également des tableaux d'autel à l'huile pour des églises paroissiales, notamment à Nussdorf am Haunsberg, à Lamprechtshausen,et à Lofer. En 1872, il réalise le tableau du maître-autel à Henndorf.

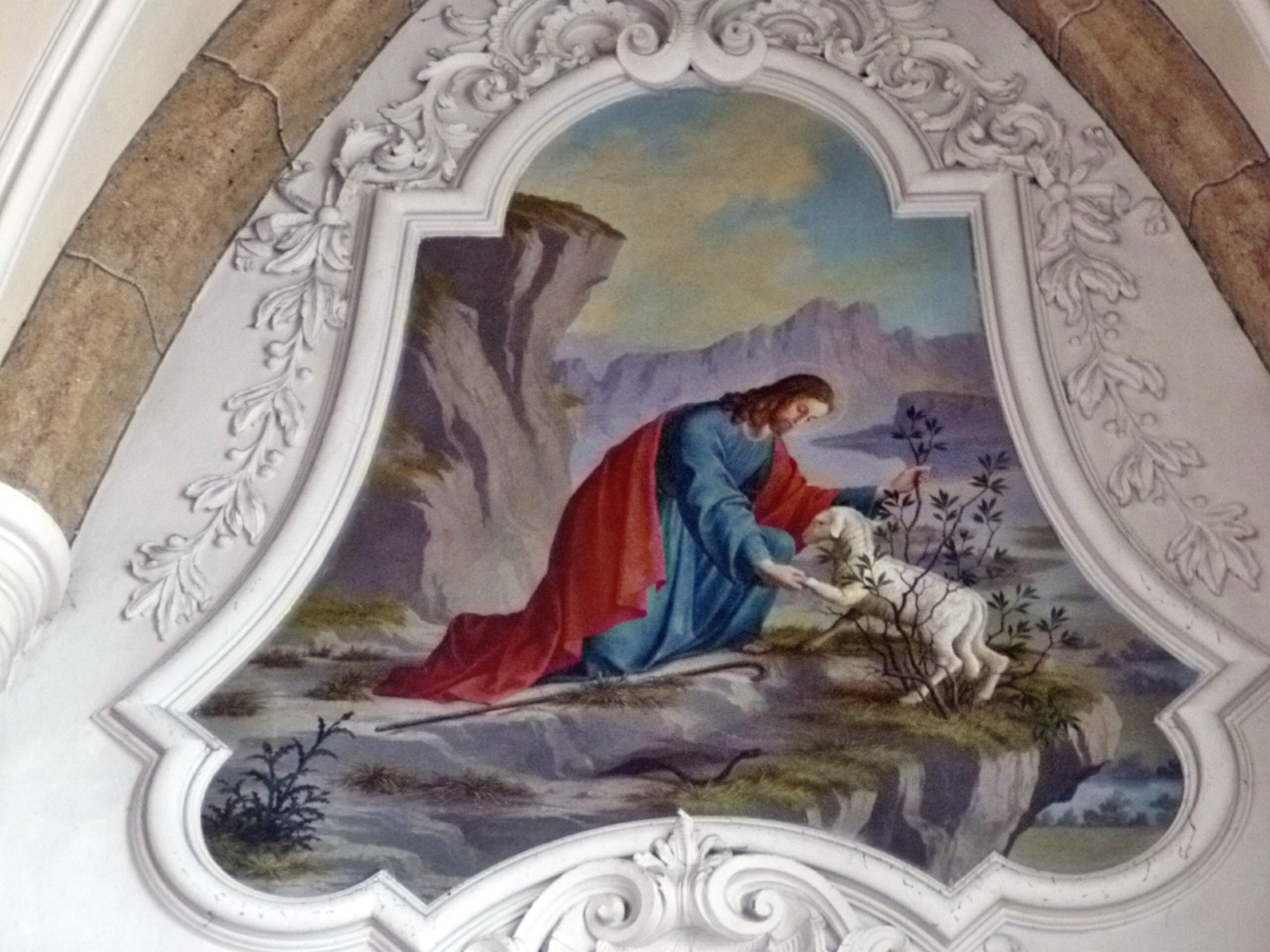
Le bon berger, en collaboration avec Johann Kühberger, église de Kitzbühel, 1896-1897.
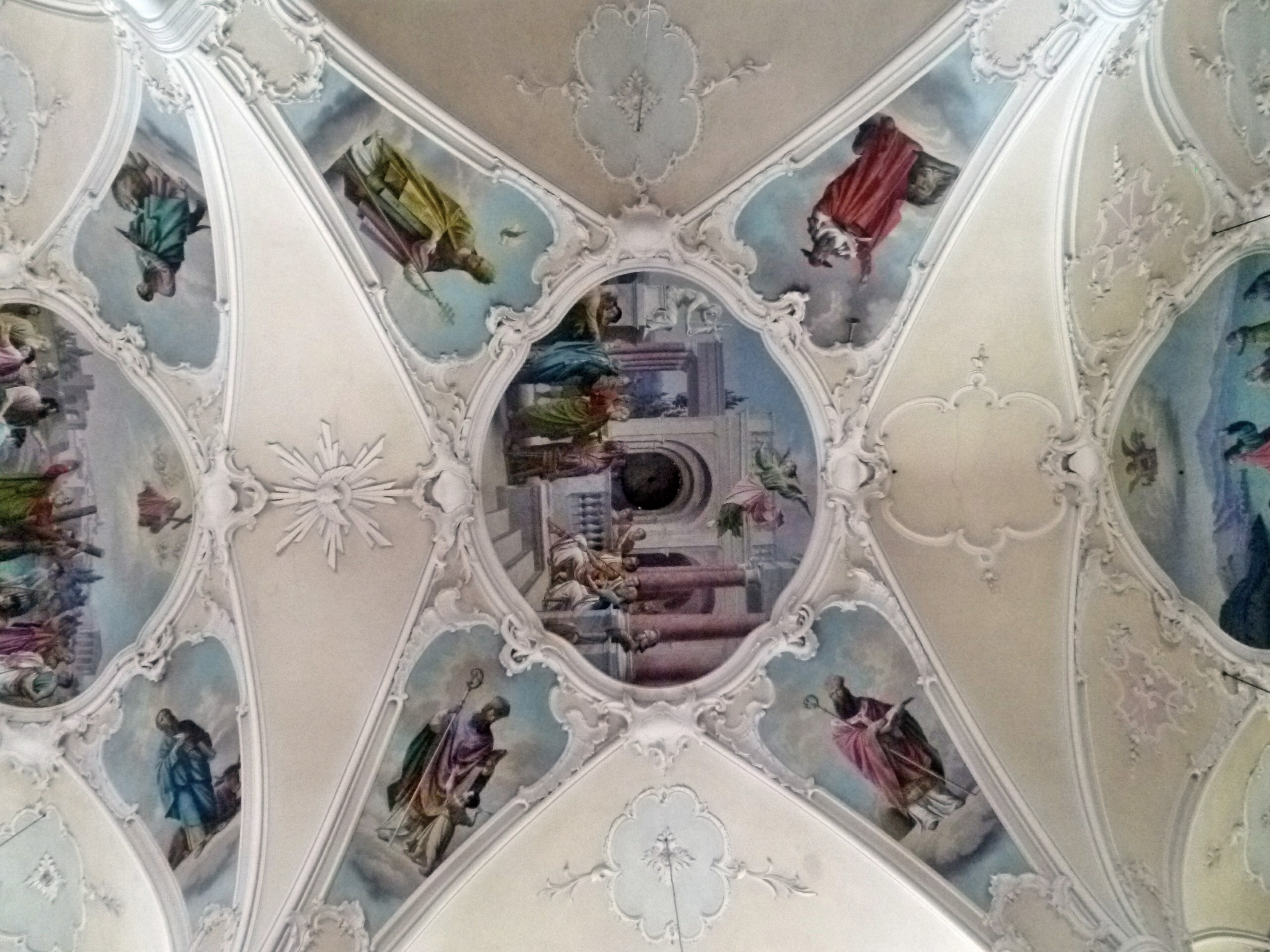
Fresques du plafond de l'église de Kitzbühel, 1896
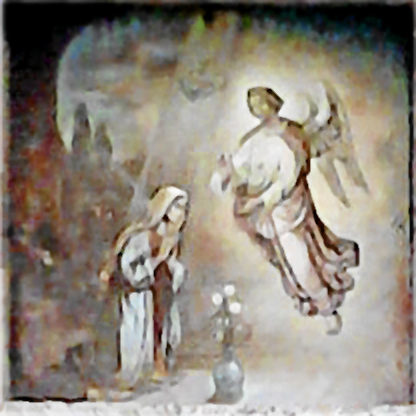
Annonciation, vers 1910.